# Lunedì delle rose

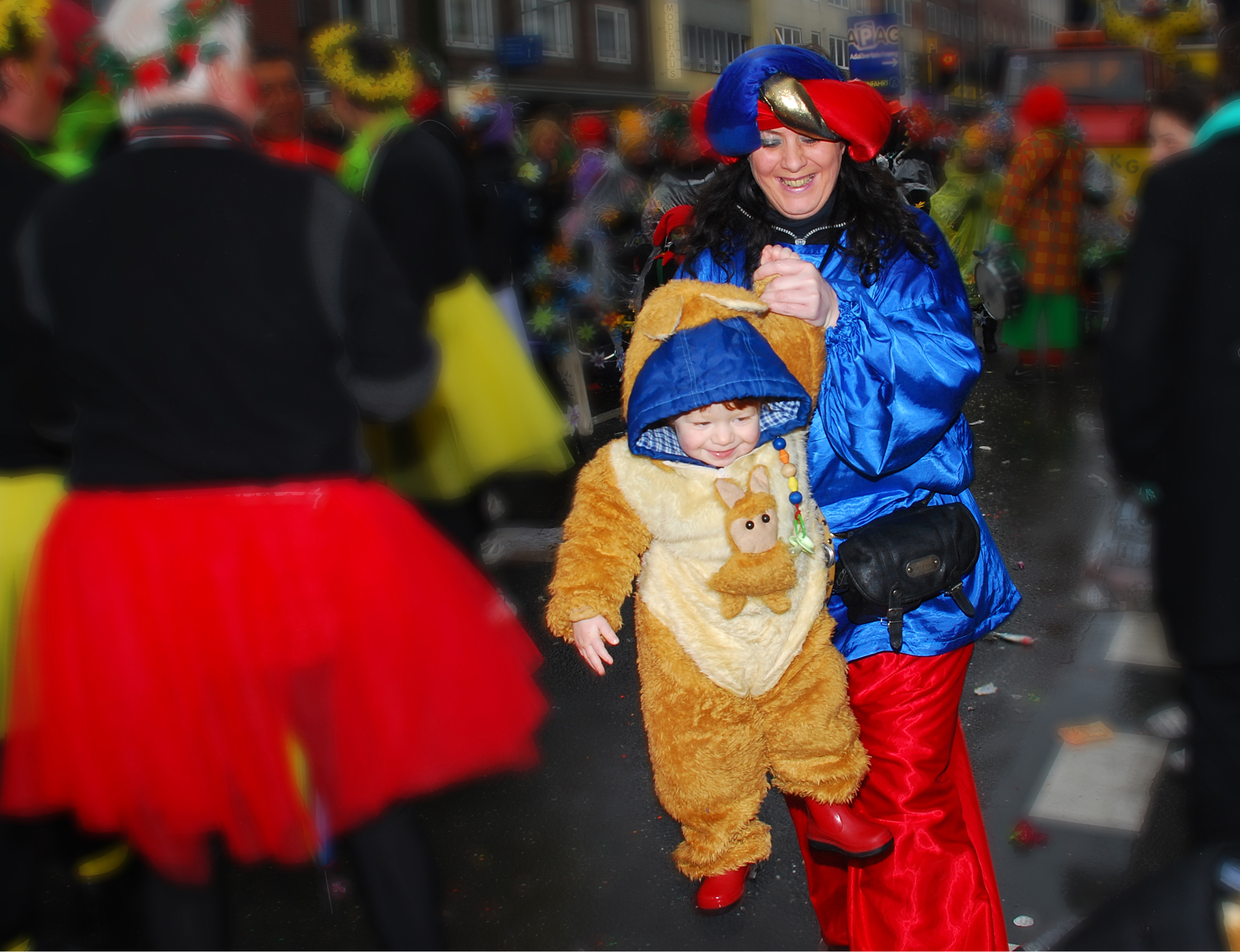
Famiglie e bambini in costume durante il lunedì delle rose ad Aquisgrana

Il lunedì delle rose (in lingua tedesca: Rosenmontag) è il giorno principale del carnevale nei paesi di lingua tedesca (Germania, Austria e Svizzera) e si celebra il lunedì precedente al mercoledì delle ceneri, inizio della quaresima. Il "martedì grasso", sebbene cada appunto nella giornata di martedì, è un evento del tutto simile.
Il Rosenmontag è celebrato in particolar modo nei cosiddetti "Hochburgen" (roccaforti del carnevale), che includono la Renania, soprattutto a Colonia, Bonn, Düsseldorf, Aquisgrana e Magonza.
Sebbene il lunedì delle rose sia celebrato anche in Austria, in questo paese il culmine del carnevale è costituito dal martedì grasso (in tedesco: Faschingsdienstag).

## Tradizione

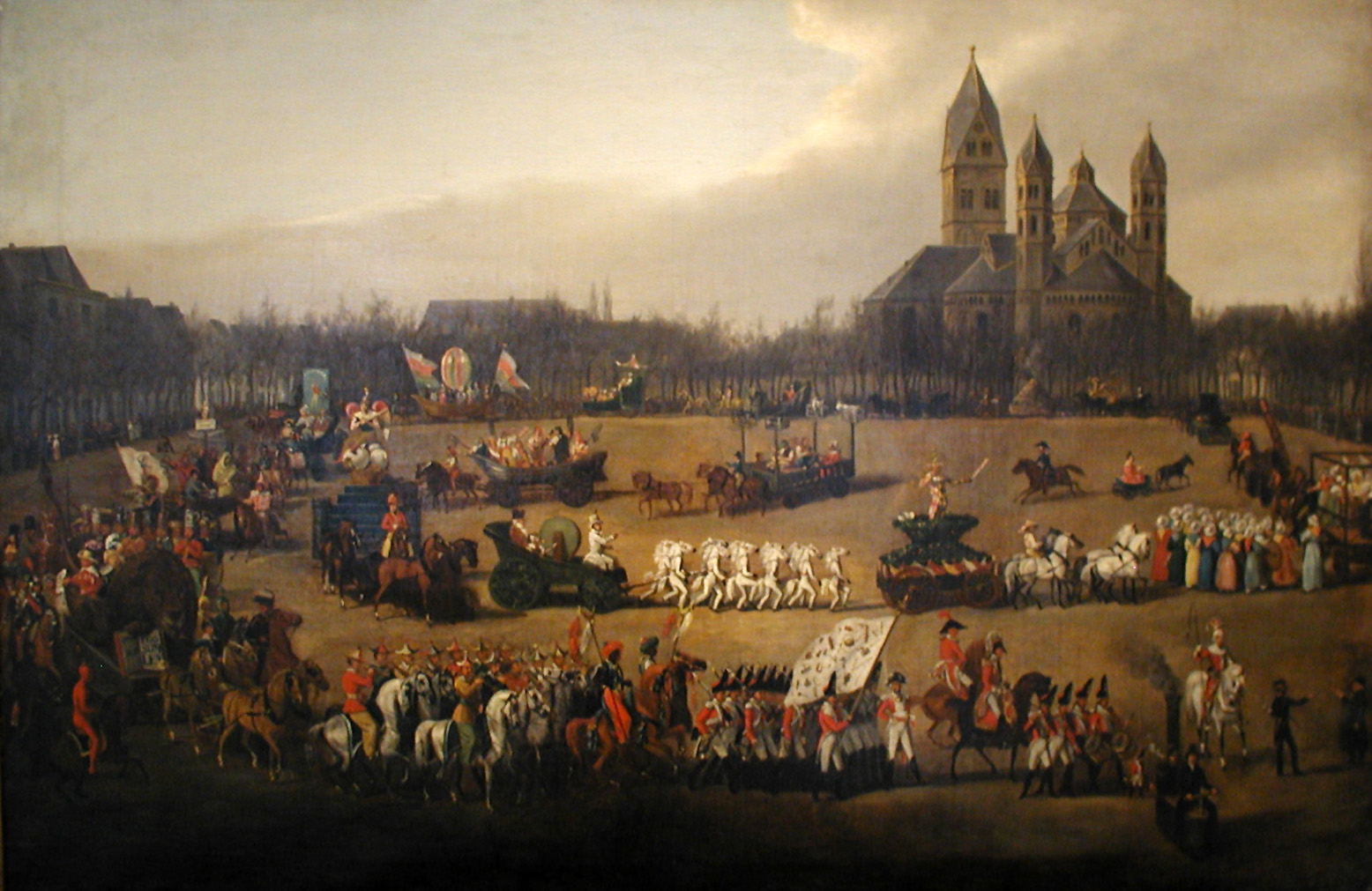
Lunedì delle rose nel Neumarkt di Colonia, dipinto da Simon Meister (1836)

La stagione del Karneval germanico inizia il giorno 11 novembre alle ore 11 e 11 minuti e il "carnevale di strada" inizia il giovedì precedente al Rosenmontag. Tale giorno è conosciuto come "carnevale delle donne" (in tedesco: Weiberfastnacht). La tradizione del Karneval è prevalente nelle aree di maggior diffusione della chiesa cattolica romana ed è una continuazione delle antiche tradizioni romane in cui schiavi e servitori diventavano padroni per un giorno. La parola "Karneval" deriva dalla lingua latina carnem levare (trad. "eliminare la carne") e costituisce l'inizio della quaresima.
Carnevale non costituisce una festività nazionale in Germania, ma le scuole sono chiuse durante il lunedì delle rose e il martedì successivo nelle roccaforti del carnevale e in molte altre zone. Molte scuole ed aziende tendono a concedere a insegnanti, alunni e dipendenti un giorno di ferie in occasione del giovedi precedente al Rosenmontag al fine di celebrare il Weiberfastnacht, anche se talvolta alcune aziende si sforzano di ridurre queste vacanze gratuite.
Le celebrazioni di solito consistono nel vestirsi con costumi di fantasia, ballare, sfilare in parate, pesanti bevute alcoliche e manifestazioni pubbliche con carri allegorici. Ogni città nelle aree del Karneval organizza almeno una sfilata con carri allegorici che prendono in giro i temi d'attualità.  Di solito vengono gettati dolci (Kamelle) sulla folla lungo le strade al grido di "Helau" oppure "Alaaf", anche se nella sola zona di Colonia si dice "Kölle Alaaf". Il significato esatto di Alaaf è controverso: potrebbe derivare dalla parola celtica  "alaf" (fortuna) oppure dal dialetto ripuario "alle af", (tutti [gli altri] via). Dolci e tulipani sono gettati sulla folla.
Le celebrazioni diventano più calme il giorno seguente, conosciuto come Veilchendienstag ("martedì viola") e terminano con l'Aschermittwoch ("mercoledì delle ceneri").